# Gordon Hallett
Gordon Arnold Hallett (* 28. November 1905 in Nanton/Alberta; † 10. Februar 1993 in Toronto) war ein kanadischer Konzertpianist und Musikpädagoge.

## Leben
Hallett hatte als Kind Klavierunterricht bei Leola Alexander und gewann sechzehnjährig die Alberta Piano Competition. Von 1922 bis 1925 studierte er bei Paul Wells und Norah de Kresz am Konservatorium von Toronto, wo er darauf zu unterrichten begann. 1934 setzte er sein Studium bei Mona Bates fort. Zwischen 1936 und 1942 trat er im Duo mit dem Pianisten Clifford Poole auf, außerdem 1941–42 mit Bates’ Ten-Piano Ensemble.
Während des Zweiten Weltkrieges arbeitete er in der Administration der kanadischen Armee und trat in Victory-Bond-Konzerten auf. Nachdem er 1946 weiteren Unterricht in New York bei Mieczysław Horszowski genommen hatte, debütierte er 1948 als Solist im Eaton Auditorium (heute: The Carlu) in Toronto. Seine Laufbahn als Konzertpianist beendete er bereits 1955 und konzentrierte sich danach auf seine Lehrtätigkeit.
Am Konservatorium von Toronto unterrichtete er bis in die 1990er Jahre. Unter anderem studierten Norma Beecroft, Cora Sumberg, Ralph Fraser, Leon Major und Mari-Elizabeth Morgen bei ihm. Daneben gab er in ganz Kanada Workshops für Klavierlehrer. Von 1962 bis 1963 war er Präsident der Ontario Registered Music Teachers' Association.